# Pietro Tenerani

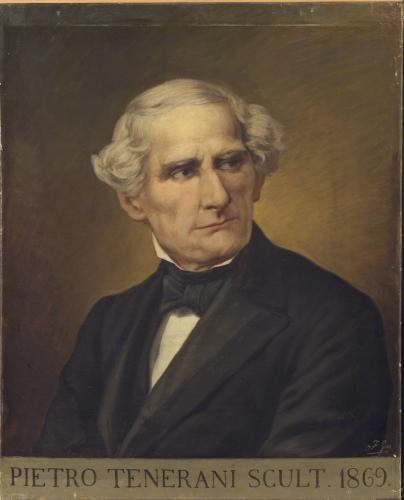
Porträt Pietro Teneranis von Francesco Gaj (1869)

Pietro Tenerani (* 11. November 1789 in Torano bei Carrara; † 14. Dezember 1869 in Rom) war ein italienischer Bildhauer.

## Leben und Wirken

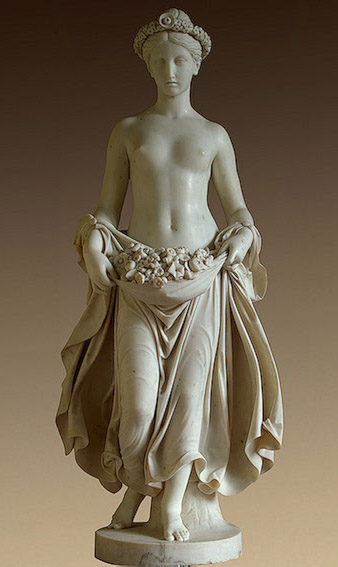
Flora (1840)

Statue des Sophokles vom Typus Lateran, die nach der Restaurierung durch Tenerani weltberühmt geworden ist

Tenerani war in Rom Schüler der Bildhauer Antonio Canova und Bertel Thorvaldsen. Als Meisterschüler des letzteren war Tenerani an der Erschaffung des Grabmals von Eugène de Beauharnais, Herzog von Leuchtenberg, in der Münchener Michaelskirche beteiligt, wo er insbesondere die Genien des Lebens und des Todes schuf. Während der Arbeit an diesem Grabmal kam es zum Zerwürfnis mit Thorvaldsen, das 1829 zu einem gerichtlichen Vergleich führte.
1823 modellierte Tenerani für die Stadt Pisa einen „Christus am Kreuz“, den diese dann in Silber fertigen ließ und der Kirche San Stefano schenkte.
Tenerani hat auch die berühmte Statue des Sophokles kunstvoll und fachmännisch restauriert, die später im Lateranmuseum aufgestellt wurde. Dieses Juwel unter den Porträtstatuen wurde 1839 in Terracina gefunden und von Graf Antonelli Papst Gregor XVI. geschenkt.
Bereits mit seinen ersten eigenständigen Werken, zum Beispiel „Amor“ und „Psyche“, konnte Tenerani aus dem Schatten seiner Lehrer treten und auch erste Aufträge erlangen. Die Accademia di San Luca gab Tenerani einen Lehrauftrag und ernannte ihn zum Professor. Als solcher hatte er viele Schüler, u. a. Aurelio Tiratelli. 1844 wurde Pietro Tenerani als auswärtiges Mitglied in die Académie des Beaux-Arts aufgenommen und 1847 in New York zum Ehrenmitglied (Honorary NA) der National Academy of Design gewählt. Die Königliche Akademie von Belgien in Brüssel nahm ihn 1847 als assoziiertes Mitglied auf.
Sein Amt als Dozent an der Kunstakademie hatte Tenerani bis an sein Lebensende inne. 1860 wurde er zum Generaldirektor aller römischen Museen und Galerien ernannt; dieser Titel war weniger ein Amt als vielmehr als Ehre gedacht.
Das künstlerische Werk Teneranis umfasst von der Gemme als Schaubild über Einzelstatuen bis hin zur monumentalen Figurengruppe für Brunnen ein großes Spektrum. Bereits von Zeitgenossen gelobt wurden seine Figuren als „...vortrefflich gearbeitet und für die Academie eine Zier“ (G. Romani).

## Medaillenporträt
- 1853, einseitiger Bronzeguss, 87 mm: P. TENERANI <> SCULTORE – Halsbildnis nach rechts. Medailleur: Carl Friedrich Voigt (1800–1874).
- die im Zweiten Weltkrieg zerstörte Statue von Tenerani (in der 4. derzeit noch leeren Aedicula der Glyptothek-Ostfassade) wurde bislang nicht wieder ersetzt.

## Werke
- Psyche mit der Büchse der Pandora

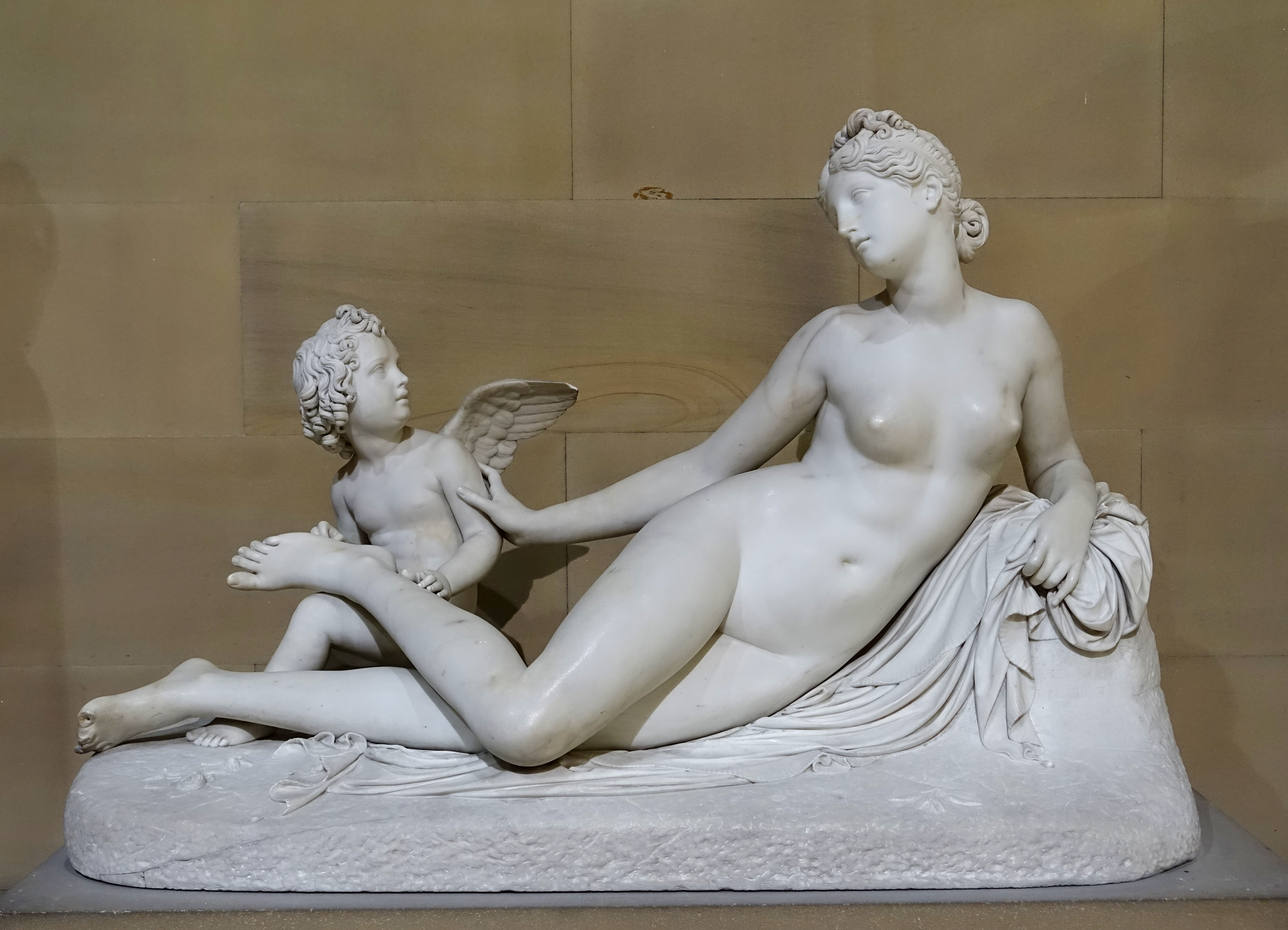
Amor, der Venus einen Dorn ausziehend (1825)

- Amor, der Venus einen Dorn ausziehend
- Kreuzabnahme (1842, Marmorrelief, Kapelle Torlonia, Lateran)
- Christliches Liebespaar, den Märtyrertod erleidend
- Grabmal der Herzogin von Lante (Santa Maria sopra Minerva)
- Teresa Pelzer Grabstätte (1852, Cerasi Kapelle, Santa Maria del Popolo)